# Tantilla rubra
Espèce
Synonymes
- Tantilla miniata Cope, 1863
- Tantilla miniator Cope, 1863
- Homalocranium boulengeri Günther, 1895
- Tantilla morgani Hartweg, 1944

Statut de conservation UICN

 LC  : Préoccupation mineure
Tantilla rubra  est une espèce de serpents de la famille des Colubridae.

## Répartition
Cette espèce se rencontre :
- au Mexique dans le Sud du Nuevo León, dans l'ouOuest du Tamaulipas, au Chiapas, dans l'État d'Oaxaca et dans le Querétaro ;
- dans l'Ouest du Guatemala.

## Publication originale
- Cope, 1876 "1875" : On the Batrachia and Reptilia of Costa Rica : With notes on the herpetology and ichthyology of Nicaragua and Peru. Journal of the Academy of Natural Sciences of Philadelphia, sér. 2, vol. 8, p. 93–154 (texte intégral).